# Gryon dichropterus
Gryon dichropterus is een vliesvleugelig insect uit de familie van de Scelionidae. De wetenschappelijke naam van de soort is voor het eerst geldig gepubliceerd in 1966 door Kozlov.